# Eriopyga perfusca
Eriopyga perfusca är en fjärilsart som beskrevs av George Francis Hampson 1905. Eriopyga perfusca ingår i släktet Eriopyga och familjen nattflyn. Inga underarter finns listade i Catalogue of Life.